# Stuart Gillard
Stuart Gillard (n. 28 aprilie 1950, Coronation⁠(d), Alberta, Canada) este un regizor de film canadian. El este cel mai cunoscut pentru că a regizat filmului RocketMan în 1997. De asemenea, el a scris și regizat filmul romantic Paradise în 1982.

## Listă de filme regizate
- Avalon High (2010) (film pentru televiziune)
- "90210" (6 episoade, 2009-2010)
- Lumea Fluviului (2010) (film pentru televiziune)
- Hatching Pete (2009) (film pentru televiziune)
- "One Tree Hill" (4 episoade, 2006-2008)
- Wargames: The Dead Code (2008) (V)
- The Cutting Edge 3: Chasing the Dream (2008) (film pentru televiziune)
- Twitches Too (2007) (film pentru televiziune)
- The Initiation of Sarah (2006) (film pentru televiziune)
- "Angela's Eyes" (1 episod, 2006)
- "Charmed" (5 episodes, 2002-2006)
- Twitches (2005) (film pentru televiziune)
- Crimes of Fashion (2004) (film pentru televiziune) (sau "Boss Girl")
- Going to the Mat (2004) (film pentru televiziune)
- A Friend of the Family (2004) (film pentru televiziune)
- Full-Court Miracle (2003) (film pentru televiziune)
- Kart Racer (2003)
- "Black Sash" (1 episod, 2003)
- "Queens Supreme" (2003) serial TV (nr. necunoscut de episoade)
- The Scream Team (2002) (film pentru televiziune)
- "All Souls" (1 episod, 2001)
- "La Limita Imposibilului"; 3 episoade: The Shroud (1999), Corner of the Eye (1995), Regii nisipurilor (1995)
- "Forbidden Island" (1 episod, 1999)
- "Legacy" (1998) serial TV (nr. necunoscut de episoade)
- Creature (1998) (film pentru televiziune)
- RocketMan (1997)
- The Escape (1997) (film pentru televiziune)
- "Poltergeist: The Legacy" (1 episod, 1996)
- Bach's Fight for Freedom (1995)
- "Lonesome Dove: The Series" (1 episod, 1994)
- Teenage Mutant Ninja Turtles III (1993)
- Taking Liberty (1993)
- "Avonlea" (5 episoade, 1990-1992) (sau "Road to Avonlea")
- "Bordertown" (3 episoade, 1990-1991)
- "Fly by Night" (1 episod, 1991)
- A Man Called Sarge (1990)
- "Neon Rider" (1 episod, 1990)
- "My Secret Identity" (1988) serial TV (nr. necunoscut de episoade)
- The Return of the Shaggy Dog (1987) (film pentru televiziune)
- Shades of Love: Indigo Autumn (1987) (film pentru televiziune)
- Paradise (film) (1982)